# Holcocera eusaris
Holcocera eusaris é uma espécie de mariposa do gênero Holcocera pertencente à família Coleophoridae.